# Acrapex subalbissima
Acrapex subalbissima är en fjärilsart som beskrevs av Emilio Berio 1973. Acrapex subalbissima ingår i släktet Acrapex och familjen nattflyn. Inga underarter finns listade i Catalogue of Life.